# Partia Narodowo-Demokratyczna (Indonezja)
Partia Narodowo-Demokratyczna (indonez. Partai Nasional Demokrat, Partai Nasdem) – założona w 2011 roku indonezyjska partia polityczna.

## Wyniki wyborcze
W wyborach do Ludowej Izby Reprezentantów z 2014 roku partia uzyskała 6,72% ważnie oddanych głosów, zdobywając w ten sposób 36 mandatów. W kolejnych wyborach zorganizowanych w 2019 roku ugrupowanie uzyskało ponad 9% ważnie oddanych głosów (59 mandatów).
| Wybory | Poparcie | Zmiana punktów procentowych | Mandaty | Zmiana |
| ------ | -------- | --------------------------- | ------- | ------ |
| 2014   | 6,72%    | –                           | 36      | –      |
| 2019   | 9,05%    | 2,33                        | 59      | 23     |